# Wikipedia bułgarskojęzyczna
Wikipedia bułgarskojęzyczna (bułg. Българоезична Уикипедия) – bułgarska edycja językowa Wikipedii, założona 6 grudnia 2003 roku. Obecnie ma 305 273 artykułów, 362 970 zarejestrowanych użytkowników i 20 administratorów. 11 sierpnia 2025 roku była 40. największą wersją językową Wikipedii.

## Historia
24 listopada 2005 w Wikipedii bułgarskojęzycznej napisano 20 000 artykuł, co spowodowało, że przesunęła się wtedy w rankingu największych Wikipedii na 21. miejsce. 26 grudnia 2007 Wikipedia bułgarskojęzyczna przekroczyła 50 000 artykułów. 8 listopada 2008 miała 64 382 artykuły i zajmowała 33. miejsce w rankingu największych Wikipedii.

## Problemy z tworzeniem artykułów
Bułgarskojęzyczna edycja Wikipedii jest obecnie jedną z najwolniej rozwijających się Wikipedii. Całkowita liczba aktywnych uczestników (tych z liczbą edycji przekraczających 100/miesiąc) spadła do dziesięciu. Całkowita liczba artykułów w tej edycji wzrasta co miesiąc o około 4,5% powodując utratę dwudziestego pierwszego miejsca w rankingu. Dodatkowo liczba artykułów o wielkości 2 KB (tzw. stubów) szacowana jest na około 3 tysiące.